# Marek Kurzyński
Marek Kurzyński (ur. 1949) – polski inżynier elektronik. Absolwent Politechniki Wrocławskiej. Od 1998 r. profesor na Wydziale Elektroniki Politechniki Wrocławskiej.